# Novobohdanivka, Melitopol
Novobohdanivka (în ucraineană Новобогданівка) este localitatea de reședință a comunei Novobohdanivka din raionul Melitopol, regiunea Zaporijjea, Ucraina.

## Demografie
Componența lingvistică a localității Novobohdanivka
     Rusă (77,87%)
     Ucraineană (19,67%)
     Alte limbi (0,93%)
Conform recensământului din 2001, majoritatea populației localității Novobohdanivka era vorbitoare de rusă (77,87%), existând în minoritate și vorbitori de ucraineană (19,67%).